# Schröckingerit
Schröckingerit (IMA-Symbol Srö) ist ein selten vorkommendes Mineral aus der Mineralklasse der „Carbonate und Nitrate“ (ehemals „Carbonate, Nitrate und Borate“) mit der chemischen Zusammensetzung NaCa3[(UO2)(CO3)3(SO4)F]·10H2O und ist damit chemisch gesehen ein sulfat-, fluorid- und wasserhaltiges Natrium-Calcium-Uranylcarbonat.
Schröckingerit kristallisiert im trigonalen Kristallsystem, entwickelt aber nur selten gute Kristalle und bildet häufig blassgrüne krustige Aggregate von feinen Kristallblättchen.

## Etymologie und Geschichte
Schröckingerit wurde im Jahr 1873 von Albrecht Schrauf zum ersten Mal beschrieben. Dieser erhielt von Julius Freiherr von Schröckinger von Neudenberg (1813–1882) eine Sammlung verschiedener Mineralien aus Joachimsthal (heute: Jáchymov), auf denen er perlmuttglänzende, 1 mm große Kristallblättchen in Form von kugeligen beziehungsweise flockenähnlichen Aggregaten von hellgrünlichgelber  Farbe auf Uraninit vorfand. Er benannte es nach Baron Schröckinger "Schröckingerit".
Das Typmaterial wird im Naturhistorischen Museum in Wien aufbewahrt.

## Klassifikation
In der veralteten 8. Auflage der Mineralsystematik nach Strunz gehörte der Schröckingerit noch zur gemeinsamen Mineralklasse der „Nitrate, Carbonate und Borate“ und dort zur Abteilung der „Wasserhaltigen Sulfate mit fremden Anionen“, wo er zusammen mit Andersonit, Bayleyit, Liebigit, Metazellerit, Rabbittit, Rutherfordin, Sharpit, Studtit, Swartzit, Voglit, Wyartit und Zellerit die „Gruppe der Uranyl-Carbonate“ mit der System-Nr. Vb/D.04 bildete.
Im zuletzt 2018 überarbeiteten und aktualisierten Lapis-Mineralienverzeichnis nach Stefan Weiß, das sich aus Rücksicht auf private Sammler und institutionelle Sammlungen noch nach dieser alten Form der Systematik von Karl Hugo Strunz richtet, erhielt das Mineral die System- und Mineral-Nr. VI/D.21-20. In der „Lapis-Systematik“ entspricht dies ebenfalls der Abteilung „Wasserhaltige Sulfate, mit fremden Anionen“, wo Schröckingerit zusammen mit Beshtauit, Deliensit, Greenlizardit, Rietveldit, Leydetit, Johannit und Pseudojohannit eine eigenständige, aber unbenannte Gruppe bildet.
Die von der International Mineralogical Association (IMA) zuletzt 2009 aktualisierte 9. Auflage der Strunz’schen Mineralsystematik ordnet den Schröckingerit in die neu definierte Klasse der „Carbonate und Nitrate“ und dort in die Abteilung der „Uranylcarbonate“ ein. Diese ist weiter unterteilt nach dem Stoffmengenverhältnis vom Uranylkomplex UO2 zum Carbonatkomplex CO3 beziehungsweise anderer, zusätzlich in der Verbindung enthaltener Komplexe, so dass das Mineral entsprechend seiner Zusammensetzung in der Unterabteilung „Mit SO4 oder SiO4“ zu finden ist, wo es als einziges Mitglied unbenannte Gruppe 5.EG.05 bildet.
Die vorwiegend im englischen Sprachraum gebräuchliche Systematik der Minerale nach Dana ordnet den Schröckingerit wie die veraltete Strunz’sche Systematik in die gemeinsame Klasse der „Carbonate, Nitrate und Borate“ und dort in die Abteilung der „Zusammengesetzte Carbonate“ ein. Hier ist er als einziges Mitglied in der unbenannten Gruppe 17.01.05 innerhalb der Unterabteilung „Zusammengesetzte Carbonate mit verschiedenen Formeln“ zu finden.

## Kristallstruktur

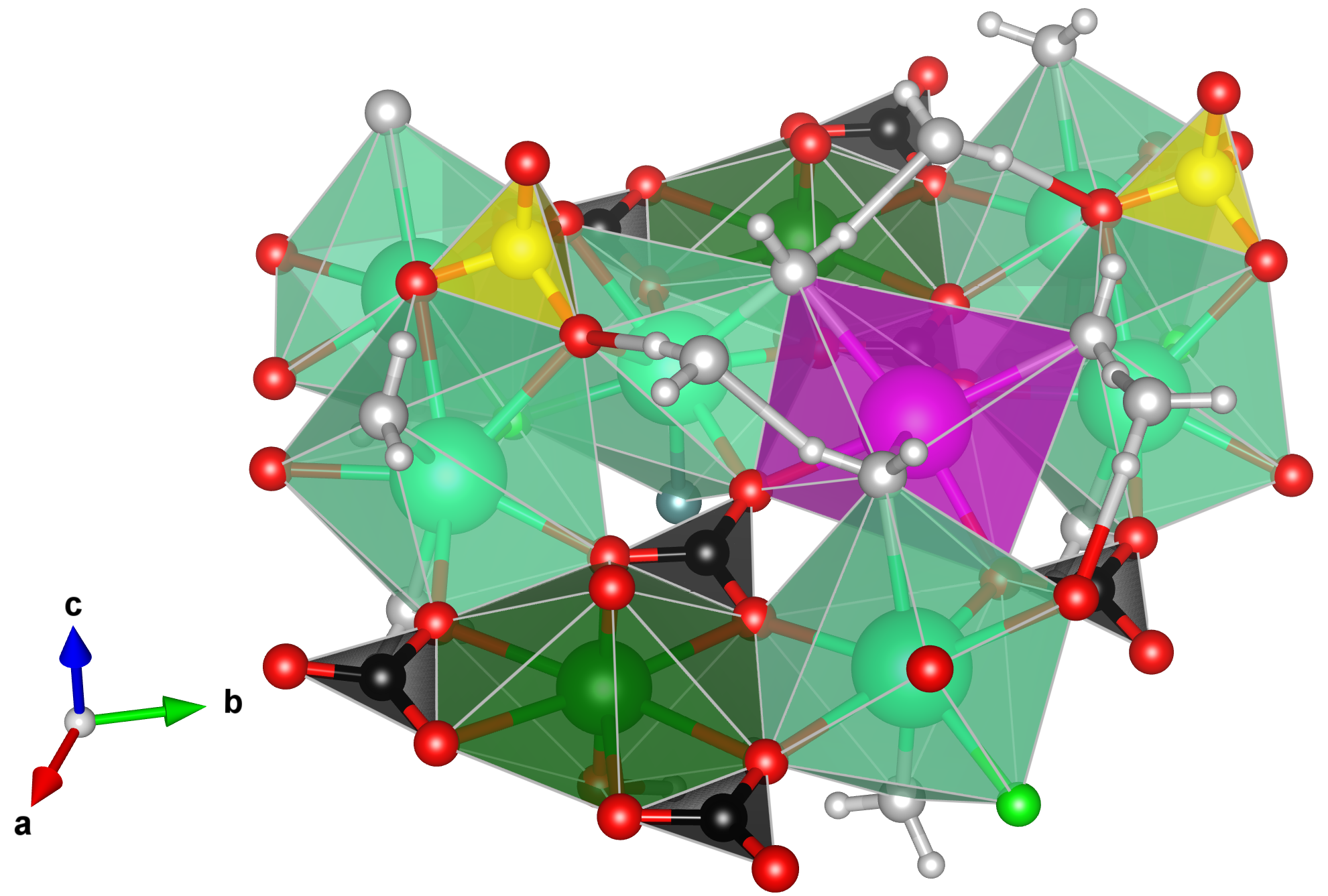
Ausschnitt aus der Kristallstruktur von Schröckingerit
green U
red O
black C
yellow S
fuchsia Na
aqua Ca
lime F
grey O in H_{2}O
silver H

Schröckingerit kristallisiert triklin in der Raumgruppe P1 (Raumgruppen-Nr. 2) mit den Gitterparametern a = 9,634(1) Å, b = 9,635(1) Å, c = 14,391(2) Å, den Achsenwinkeln α = 91.41(1)°, β = 92.33(1)°, γ = 120.26(1)°  sowie 2 Formeleinheiten pro Elementarzelle.
Die Kristallstruktur von Schröckingerit ist ein sehr komplexes System, dessen Grundmotiv Uranylcarbonat darstellt, das durch Koordination mit Ca2+- und Na+-Ionen Schichten aufbaut, die untereinander durch die Sulfat-Anionen (SO42−) sowie durch ein Geflecht von Wasserstoffbrückenbindungen zusammengehalten werden. Die Fluorid-Ionen (F−) verbrücken ausschließlich drei Calcium-Ionen.

## Eigenschaften

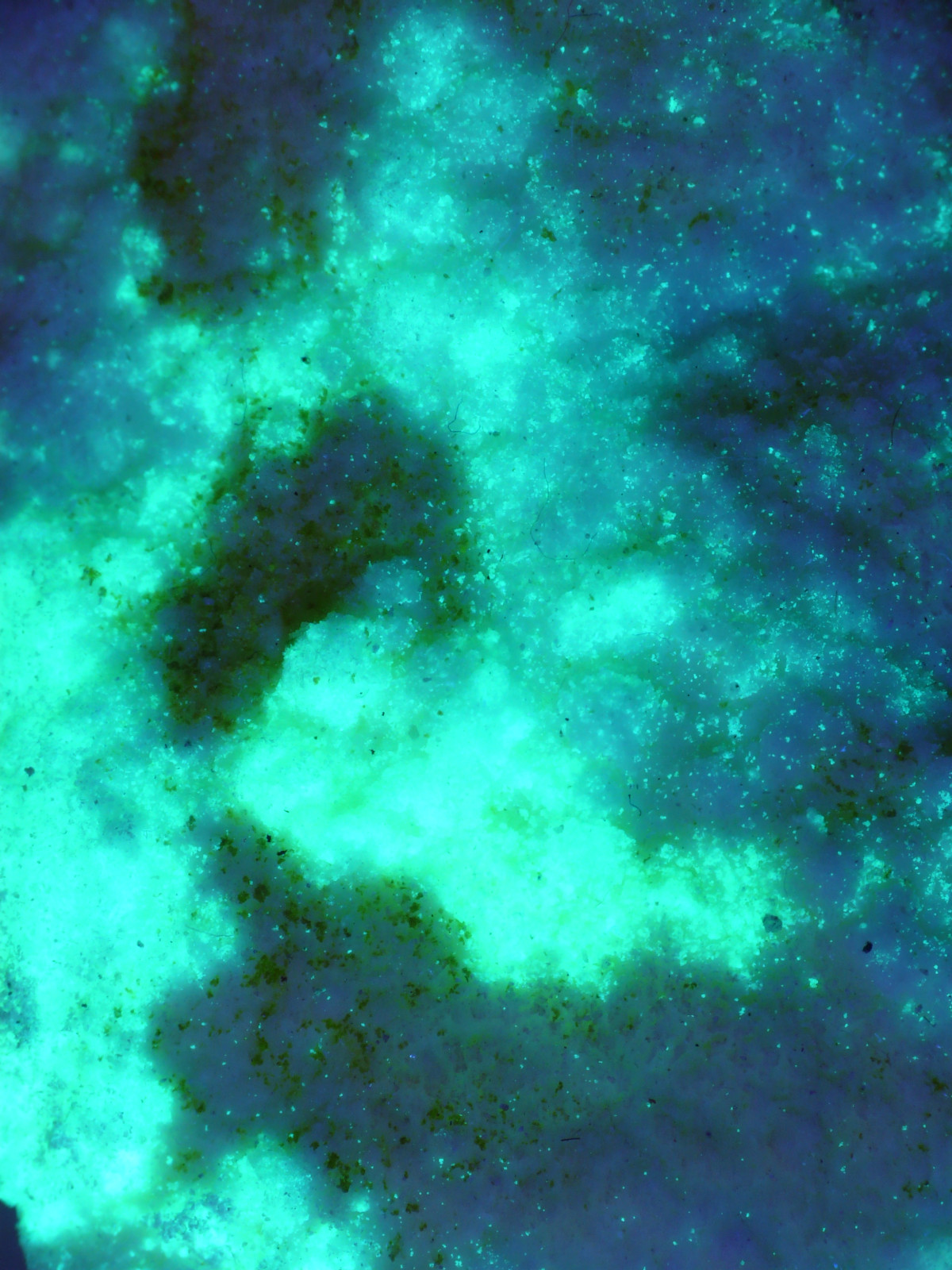
Schröckingerit in Matrix unter UV-Licht, D-Day Mine, Utah, USA

Das Mineral ist durch seinen Urangehalt von bis zu 26,8 % radioaktiv. Unter Berücksichtigung der Mengenanteile der radioaktiven Elemente in der idealisierten Summenformel sowie der Folgezerfälle der natürlichen Zerfallsreihen wird für das Mineral eine spezifische Aktivität von etwa 48 kBq/g angegeben (zum Vergleich: natürliches Kalium 0,0312 kBq/g). Der zitierte Wert kann je nach Mineralgehalt und Zusammensetzung der Stufen deutlich abweichen, auch sind selektive An- oder Abreicherungen der radioaktiven Zerfallsprodukte möglich und ändern die Aktivität.
Schröckingerit fluoresziert grünlichgelb unter kurzwelligem (254 nm) und langwelligem (366 nm) UV-Licht.

## Bildung und Fundorte
Schröckingerit tritt als eher seltenes Sekundärmineral in der Oxidationszone von uranhaltigen  Lagerstätten auf. Als Begleitminerale können unter anderem Albrechtschraufit, Andersonit, Bayleyit, Dolomit, Gips, Swartzit und Uraninit auftreten.
In Deutschland konnte Schröckingerit bisher nur in der Grube Johann am Burgfelsen und in der Grube Georg am Burgfelsen bei Wittichen, in Mansfeld sowie in Sachsen unter anderem in Johanngeorgenstadt gefunden werden. Österreichische Fundorte sind Radhausberg und Siglitz. Der einzige bergbauliche Fundort in der Schweiz ist die Uranprospektion La Creusaz im Kanton Wallis.
In den USA ist Schröckingerit verhältnismäßig stark verbreitet und ist bisher in den Bundesstaaten Arizona, Colorado, Kalifornien, Nevada, New Mexico, New York, Pennsylvania, Texas, Utah und Wyoming in mehreren Minen gefunden worden.
Weitere bisher bekannte Fundorte für Schröckingerit befinden sich in Argentinien, Frankreich, Italien, Kasachstan, Namibia, Norwegen, Polen, Russland, Tschechische Republik, Spanien, Schweden und im Vereinigten Königreich.

## Vorsichtsmaßnahmen
Aufgrund der Toxizität und der starken Radioaktivität des Minerals sollten Mineralproben vom Schröckingerit nur in staub- und strahlungsdichten Behältern, vor allem aber niemals in Wohn-, Schlaf- und Arbeitsräumen aufbewahrt werden. Ebenso sollte eine Aufnahme in den Körper (Inkorporation, Ingestion) auf jeden Fall verhindert und zur Sicherheit direkter Körperkontakt vermieden sowie beim Umgang mit dem Mineral Atemschutzmaske und Handschuhe getragen werden.